# Cabussó del Junín
El cabussó del Junín (Podiceps taczanowskii) és una espècie d'ocell de la família dels podicipèdids (Podicipedidae) que habita al Llac Junín, als Andes del centre del Perú.